# Convenzione del Consiglio d’Europa per la protezione della professione forense
La Convenzione del Consiglio d’Europa per la protezione della professione forense è un trattato internazionale multilaterale del Consiglio d'Europa, sottoscritto nel 2025, in cui gli Stati firmatari si impegnano a prevedere specifiche forme di tutela a favore dell'avvocatura. Tale trattato è il primo accordo internazionale, in assoluto, finalizzato a tutelare questa professione.

## Storia
Nel 2022 viene ufficializzato un comitato di esperti con il compito di redigere una bozza della convenzione. Tale comitato si è incontrato nove volte, sino al 2024, anno in cui è terminato il proprio lavoro con una proposta che è stata vagliata dal Comitato europeo per la cooperazione giuridica e che viene accettata nel novembre dello stesso anno. In occasione di un incontro dei ministri degli esteri del Consiglio d'Europa, tenutosi nella capitale lussemburghese il 13 e 14 maggio 2025, il trattato viene ufficialmente presentato e aperto alle firme di adesione.

## Contenuto

### Tutela contro le discriminazioni
Gli stati firmatari si obbligano, attraverso la sottoscrizione del trattato, a garantire la piena libertà di esercizio della professione forense, tutelando la stessa contro atti di violenza, indebite pressioni, discriminazioni, ritorsioni o altre conseguenze negative. Viene garantito, altresì la riservatezza nelle comunicazioni tra difensore e assistito. Il trattato, inoltre, tutela la libertà delle associazioni professionali da qualsiasi tipo di ingerenza politica.

### Gravo
Per garantire il rispetto di tali obblighi, viene costituito un apposito organo, denominato "Gravo", con il compito di monitorare periodicamente l'attività degli stati firmatari, dandone una valutazione. I membri di tale ente potranno effettuare delle visite negli Stati firmatari al fine di compiere atti di indagine. Gli ordini professionali, così come ogni altra istituzione della società civile, possono presentare segnalazioni a Gravo.